# 1 Billion Views
1 Billion Views là album phòng thu đầu tay của Exo-SC, nhóm nhỏ chính thức thứ hai của nhóm nhạc nam Hàn–Trung Quốc Exo. Album được SM Entertainment phát hành vào ngày 13 tháng 7 năm 2020 và bao gồm 9 bài hát. Album lọt vào bảng xếp hạng Gaon Album Chart ở vị trí thứ nhất, và là album đầu tiên của nhóm lọt vào top 10 trên bảng xếp hạng Oricon Albums Chart

## Bối cảnh và phát hành
Ngày 9 tháng 6 năm 2020, SM Entertainment xác nhận rằng EXO-SC đang chuẩn bị phát hành một album mới vào tháng 7. Ngày 23 tháng 6, tựa đề và ngày phát hành của album được công bố. Ngày 1 tháng 7, danh sách bài hát trong album được tiết lộ. Chanyeol và Sehun đã tham gia viết lời cho tất cả các bài hát, cũng như hỗ trợ sáng tác các bài hát "Telephone", "Fly Away" và "On Me". Ngày 7 tháng 7, "Telephone", với sự góp mặt của 10cm, được phát hành với tư cách là đĩa đơn mở đường cho album. Ngày 8 tháng 7, video âm nhạc của "Nothin'", bài hát solo của Chanyeol, được phát hành. Ngày 9 tháng 7, video âm nhạc của "On Me", bài hát solo của Sehun, được phát hành. Ngày 13 tháng 7, album và video âm nhạc của bài hát chủ đề "1 Billion Views" được phát hành.

## Danh sách bài hát
Thông tin được lấy từ Melon và Apple Music.
| STT              | Nhan đề                                            | Phổ lời                                                    | Phổ nhạc                                                      | Phối khí                                             | Thời lượng |
| ---------------- | -------------------------------------------------- | ---------------------------------------------------------- | ------------------------------------------------------------- | ---------------------------------------------------- | ---------- |
| 1.               | "1 Billion Views" (10억뷰) (hợp tác với Moon)      | Gaeko Boi B Loey Sehun                                     | Gaeko Gray DAX SOLE                                           | Gray DAX                                             | 3:29       |
| 2.               | "Say It" (hợp tác với Penomeco)                    | Gaeko THAMA Loey Sehun Penomeco                            | Ninos Hanna Adam Kulling Yei Gonzalez Santiago Rodriguez Liem | Yei Gonzalez Adam Kulling                            | 3:21       |
| 3.               | "Rodeo Station" (로데오역)                         | Gaeko Boi B Loey Sehun                                     | Gaeko Padi Kim Tae-san THAMA                                  | Padi Kim Tae-san                                     | 3:40       |
| 4.               | "Telephone" (척) (hợp tác với 10cm)                | Studio 519 ( Loey , MQ, Jeon Yong-joon, yunji) Gaeko Sehun | Studio 519 ( Loey , MQ, jeon yong-joon, yunji) Gaeko Sehun    | Studio 519 (Loey, MQ, Jeon Yong-joon, yunji)         | 3:16       |
| 5.               | "Jet Lag" (시차적응)                               | Gaeko Hangzoo Loey Sehun                                   | Gaeko THAMA Padi Kim Tae-san                                  | Padi                                                 | 3:17       |
| 6.               | "Fly Away" (날개) (hợp tác với Gaeko)              | Studio 519 ( Loey , MQ, jeon yong-joon, yunji) Gaeko Sehun | Studio 519 ( Loey , MQ, jeon yong-joon, yunji) Gaeko Sehun    | Studio 519 (Loey, MQ, Jeon Yong-joon, yunji)         | 3:46       |
| 7.               | "Nothin'" (Chanyeol solo)                          | Loey Gaeko                                                 | Nellz Will Yanez Mike Molina John Mitchell Xplicit Loey       | Nellz Will Yanez Mike Molina                         | 3:26       |
| 8.               | "On Me" (Sehun solo)                               | Studio 519 ( Loey , MQ, jeon yong-joon, yunji) Gaeko Sehun | Studio 519 ( Loey , MQ, jeon yong-joon, yunji) Gaeko Sehun    | IMLAY Studio 519 ( Loey , MQ, jeon yong-joon, yunji) | 2:55       |
| 9.               | "1 Billion Views Inst." (10억뷰 Inst.) (không lời) |                                                            | Gray DAX                                                      | Gray DAX                                             | 3:29       |
| Tổng thời lượng: | Tổng thời lượng:                                   | Tổng thời lượng:                                           | Tổng thời lượng:                                              | Tổng thời lượng:                                     | 30:39      |

## Bảng xếp hạng
| Bảng xếp hạng (2019)                  | Thứ hạng cao nhất |
| ------------------------------------- | ----------------- |
| Album Nhật Bản (Oricon)               | 10                |
| Hot Albums Nhật Bản (Billboard Japan) | 16                |
| Album Ba Lan (ZPAV)                   | 22                |
| Album Hàn Quốc (Gaon)                 | 1                 |
| Album Anh Quốc Digital (OCC)          | 65                |

## Doanh số
| Khu vực    | Doanh số |
| ---------- | -------- |
| Trung Quốc | 108.963  |
| Nhật Bản   | 5.824    |
| Hàn Quốc   | 526.868  |

## Lịch sử phát hành
| Khu vực       | Ngày phát hành      | Định dạng         | Hãng đĩa                 |
| ------------- | ------------------- | ----------------- | ------------------------ |
| Hàn Quốc      | 13 tháng 7 năm 2020 | CD nhạc số stream | SM Entertainment Dreamus |
| Nhiều khu vực | 13 tháng 7 năm 2020 | stream            | SM Entertainment         |